# Benjamin De Ceulaer
Benjamin ("Benji") De Ceulaer (Genk, 19 december 1983) is een Belgisch voormalig betaald voetballer die als aanvaller speelde. 

## Carrière

### Sint-Truiden
De Ceulaer begon zijn sportieve loopbaan in de jeugd van Sint-Truiden VV, waar hij in het seizoen 2002/2003 voor het eerst mocht aantreden in het eerste elftal. In de jaren daaropvolgend zou hij een vaste waarde worden in het team.

### Feyenoord
In 2005 dwong hij een transfer af naar Feyenoord. De Rotterdamse club verhuurde hem echter voor één seizoen aan RKC Waalwijk om ervaring op eredivisieniveau op te doen; daarvan is minder terechtgekomen dan hij hoopte door een beenbreuk die hem sinds maart 2006 aan de kant hield. Met ingang van het seizoen 2006/2007 speelde De Ceulaer in De Kuip, waar hij de concurrentie aan moest gaan met Romeo Castelen en Tim Vincken. Hij kreeg te horen dat hij in de winterstop de club mocht verlaten.

### RKC Waalwijk
Hij tekende een contract tot juli 2010 bij RKC. In het seizoen 2008/2009 schoot hij RKC Waalwijk terug naar de Eredivisie door het enige doelpunt in de beslissingswedstrijd tegen De Graafschap te maken. In het seizoen daarop scoorde hij 4 goals in 24 wedstrijden in de Eredivisie.

### Sporting Lokeren
Hierna verkaste hij naar het Belgische Sporting Lokeren; hij tekende er een contract voor drie seizoenen. Hij maakte zijn debuut in de verloren wedstrijd tegen KV Mechelen. Zijn eerste goal maakte hij tegen SV Zulte Waregem. In het seizoen 2010/2011 en 2011/2012 werd hij topschutter van de club.

### KRC Genk
Op 31 augustus 2012 werd De Ceulaer van Sporting Lokeren naar KRC Genk getransfereerd waar hij een contract tekende voor 3 seizoenen. Hij komt nu te spelen bij de ploeg van zijn geboortestad. In zijn eerste wedstrijd voor de club scoorde hij meteen tegen RSC Anderlecht. In de verdere weken integreerde De Ceulaer zich goed en vormde hij een dodelijk spitsenduo met Jelle Vossen. Hij trok zijn lijn van bij Lokeren gewoon door en speelde altijd een meer dan degelijke match. Na een blessure in Gent en enkele kleine kwaaltjes tussendoor had hij het wat moeilijk om terug op niveau te komen. Hij wint met Genk nog de Beker van België 2012-13 en doet nog lang mee voor de titel. Een ongelukkig tegendoelpunt van RSC Anderlecht slaat Genk 2 speeldagen voor het einde definitief uit de titelrace. Uiteindelijk eindigt Genk nog 5de. Door de bekerwinst spelen ze dan toch nog Europees. In 2015 wordt zijn contract niet verlengd.

### KVC Westerlo
Op 29 juni 2015 tekende De Ceulaer een contract voor drie seizoenen bij KVC Westerlo, dat hem transfervrij overnam van KRC Genk. Bij die club speelde hij op 29 april 2018 zijn laatste minuten op het tweede Belgische niveau. De Belgische Beckham legde zich volledig toe op zijn fitnesszaak, maar zei  wel actief te bijven in het amateurvoetbal. Hij ging voor Eendracht Termien in de Derde klasse amateurs spelen maar moest in november 2018 vanwege blessures definitief stoppen met spelen.

## Clubstatistieken
| seizoen | club              | land      | competitie            | duels | goals |
| ------- | ----------------- | --------- | --------------------- | ----- | ----- |
| 2002/03 | Sint-Truiden VV   | België    | Jupiler League        | 14    | 0     |
| 2003/04 | Sint-Truiden VV   | België    | Jupiler League        | 22    | 1     |
| 2004/05 | Sint-Truiden VV   | België    | Jupiler League        | 32    | 4     |
| 2005/06 | RKC Waalwijk      | Nederland | Eredivisie            | 25    | 7     |
| 2006/07 | Feyenoord         | Nederland | Eredivisie            | 2     | 0     |
| 2006/07 | RKC Waalwijk      | Nederland | Eredivisie            | 7     | 0     |
| 2007/08 | RKC Waalwijk      | Nederland | Eerste divisie        | 29    | 4     |
| 2008/09 | RKC Waalwijk      | Nederland | Eerste divisie        | 32    | 5     |
| 2009/10 | RKC Waalwijk      | Nederland | Eredivisie            | 24    | 4     |
| 2010/11 | Sporting Lokeren  | België    | Jupiler Pro League    | 37    | 11    |
| 2011/12 | Sporting Lokeren  | België    | Jupiler Pro League    | 30    | 12    |
| 2012/13 | Sporting Lokeren  | België    | Jupiler Pro League    | 5     | 3     |
| 2012/13 | KRC Genk          | België    | Jupiler Pro League    | 26    | 6     |
| 2013/14 | KRC Genk          | België    | Jupiler Pro League    | 23    | 1     |
| 2014/15 | KRC Genk          | België    | Jupiler Pro League    | 19    | 4     |
| 2015/16 | KVC Westerlo      | België    | Jupiler Pro League    | 23    | 5     |
| 2016/17 | KVC Westerlo      | België    | Jupiler Pro League    | 12    | 2     |
| 2017/18 | KVC Westerlo      | België    | Proximus League       | 21    | 4     |
| 2018/19 | Eendracht Termien | België    | Derde klasse amateurs | 6     | 1     |
| Totaal  | Totaal            | Totaal    | Totaal                | 389   | 74    |

## Internationaal
Op 23 februari 2012 werd De Ceulaer voor het eerst opgeroepen voor de nationale ploeg door bondscoach Georges Leekens voor de vriendschappelijke interland tegen Griekenland op 29 februari maar zou nooit voor het Belgisch voetbalelftal uitkomen. 

## Erelijst
| Nationaal             |    |            |  |  |  |
| Promotie RKC Waalwijk | 1x | 2009       |  |  |  |
| Beker van België      | 2x | 2012, 2013 |  |  |  |

## Trivia
- In oktober 2011 werd De Ceulaer vanwege zijn goal tegen Club Brugge op 18 september 2011 genomineerd voor de FIFA Ferenc Puskás Award 2011, samen met onder meer Neymar, Wayne Rooney, Lionel Messi en Zlatan Ibrahimović. De Ceulaer won de prijs echter niet.

- De Ceulaer won tijdens de nominaties van "De Gouden Schoen" wel de prijs voor knapste doelpunt uit de Jupiler Pro League.